# Cairo Challenger 1990
Il Cairo Challenger 1990 è stato un torneo di tennis facente parte della categoria ATP Challenger Series nell'ambito dell'ATP Challenger Series 1990. Il torneo aveva un montepremi di $100 000 e si è svolto tra il 26 febbraio e il 4 marzo 1990 su campi in terra rossa nella città del Cairo in Egitto.

## Vincitori

### Singolare
Thomas Muster ha sconfitto in finale  José Francisco Altur con il punteggio di 6–0, 6–4.

### Doppio
David Rikl /  Tomáš Anzari hanno sconfitto in finale  Eduardo Masso /  Christian Miniussi con il punteggio di 6–3, 6–7, 7–5.